# Černetič
Černetič je priimek v Sloveniji, ki ga je po podatkih Statističnega urada Republike Slovenije na dan 1. januarja 2010 uporabljalo 111 oseb in je med vsemi priimki po pogostosti uporabe uvrščen na 3.979. mesto.

## Znani nosilci priimka
- Avgust Černetič (1918–1990), duhovnik, partizanski verski referent
- Dragan Černetič (1931–2017), ekonomist in politik
- Marina Cernetig (Černetič), italijansko-slovenska kulturna delavka in pesnica
- Metod Černetič (1942–2019), sociolog, organizatorik
- Miha(el) Černetič, psiholog, psihoterapevt